# CBS Eye Animation Productions
CBS Eye Animation Productions es una división estadounidense de estudios de animación de CBS Studios, propiedad de Paramount Global. El estudio está estrechamente relacionado con la franquicia de Star Trek con sus primeros proyectos animados, Star Trek: Lower Decks. CBS lo restableció como una división de animación a fines de 2018 antes de volver a fusionarse con Viacom en 2019 .

## Historia

### Antecedentes
En la década de 1950, CBS comenzó a invertir más en programas de televisión, creando diversos programas en vivo como Yo amo a Lucy y Captain Kangaroo. Sin embargo, en 1955, CBS compró Terrytoons de Paul Terry bajo CBS Films . Después del cierre del trato en 1956, CBS puso Terrytoons bajo la dirección de Gene Deitch, de United Productions of America (que ya había asegurado un contrato con CBS). Deitch pronto produciría cortos animados de Tom Terrific para Captain Kangaroo en 1957. Terrytoons continuaría con la animación bajo CBS hasta su cierre en 1972 después de la separación corporativa del original Viacom International.
A pesar del cambio de operaciones, CBS continuaría transmitiendo más programas animados de Terrytoons (que aún poseían) y Hanna-Barbera Productions durante la década de 1970 y mediados de 1980. A finales de los años 80 y 90, adquirieron los derechos de transmisión de varias series de diferentes estudios, como Las Tortugas Ninja, Garfield y sus amigos (ambos ahora propiedad de la empresa matriz Paramount Global), Muppet Babies (ahora propiedad de Disney), así como espectáculos basados en marcas de juguetes.
La cadena seguiría emitiendo dibujos animados sindicados de varias empresas (como Nelvana) hasta finales de la década de 1990. En la década de 2000, CBS (ahora fusionada con Westinghouse) cambió a otorgar licencias para programas más educativos. Viacom también había adquirido CBS, ya que acordó emitir Nickelodeon/Nick Jr. en CBS hasta 2006 (tras la separación de Viacom y CBS).

### Fundación
A finales de 2018, CBS Studios informó la inauguración de CBS Eye Animation Productions para la producción de contenidos animados para CBS All Access (posteriormente renombrado a Paramount+). Star Trek: Lower Decks se convertiría en la primera serie animada. Inicialmente, el estudio sólo crearía programas basados en la franquicia Star Trek, pero posterioemente realizaría animaciones para adultos para Showtime o Comedy Central, como The Harper House y Our Cartoon President, así como en el programa de noticias de acción real/animada, Tooning Out the News.

## Lista de producciones

### Series de TV
| #    | Título                 | Creador(es) / Desarrollador(es) | Años          | Coproducción con                                                                      | Cadena                                           | Nota        |
| 2020 | 2020                   | 2020                            | 2020          | 2020                                                                                  | 2020                                             | 2020        |
| ---- | ---------------------- | ------------------------------- | ------------- | ------------------------------------------------------------------------------------- | ------------------------------------------------ | ----------- |
| 1    | Star Trek: Lower Decks | Mike McMahan                    | 2020-presente | CBS Studios Secret Hideout Important Science Roddenberry Entertainment Titmouse, Inc. | CBS All Access (2020) Paramount+ (2021–presente) |             |
| 2    | The Harper House       | Brad Neely                      | 2021          | CBS Studios Neely Comics 219 Productions Titmouse, Inc.                               | Paramount+                                       |             |
| 3    | The Multivorce         | Kirker Butler Scott Mosier      | TBA           | Kapital Entertainment CBS Studios                                                     | Paramount+                                       | [ 3 ] [ 4 ] |

### Especiales de televisión
| # | Título           | Año  | Coproducción con                                        | Cadena | notas                          |
| - | ---------------- | ---- | ------------------------------------------------------- | ------ | ------------------------------ |
| 1 | Reindeer in Here | 2022 | CBS Studios The Tiny Toons Co. Jam Filled Entertainment | CBS    | Basado en un libro para niños. |

### Late Night Cartoons, Inc.
| #     | Título                | Creador(es) / Desarrollador(es)                                                                    | Años          | Coproducción con                                                                                    | Cadena                                                                 | Nota  |
| 2010s | 2010s                 | 2010s                                                                                              | 2010s         | 2010s                                                                                               | 2010s                                                                  | 2010s |
| ----- | --------------------- | -------------------------------------------------------------------------------------------------- | ------------- | --------------------------------------------------------------------------------------------------- | ---------------------------------------------------------------------- | ----- |
| 1     | Our Cartoon President | Stephen Colbert Chris Licht Tim Luecke R. J. Fried Matt Lappin                                     | 2018-2020     | Spartina Productions Licht Media Solutions CBS Studios Showtime Networks                            | Showtime                                                               |       |
| 2020s |                       | |               | |                                                                        |       |
| 2     | Tooning Out the News  | Stephen Colbert Chris Licht R. J. Fried Tim Luecke Zach Smilovitz Mike Leech                       | 2020-presente | Spartina Productions Licht Media Solutions RJ Fried Worldwide CBS Studios                           | CBS All Access (2020) Paramount+ (2021) Comedy Central (2022–presente) |       |
| 3     | Fairview              | R. J. Fried Stephen Colbert Chris Licht Tim Luecke Kim Gamble Grant Gish Mike Leech Zach Smilovitz | 2022          | Spartina Productions Licht Media Solutions RJ Fried Worldwide CBS Studios MTV Entertainment Studios | Comedy Central                                                         |       |